# Sœurs de Jésus Bon Pasteur
Pour les articles homonymes, voir Bon-Pasteur.
Les Sœurs de Jésus Bon Pasteur (en latin : Sorores a Iesu Bono Pastore) forment un institut religieux de droit diocésain

## Historique
La congrégation est fondée par le Père Giacomo Alberione (1884-1971) avec quelques filles de Saint-Paul. Au cours de sa brève expérience (1936-1938) comme curé à l'église du Seigneur-Jésus-Divin-Maître (it) de Rome, Alberione pense à une communauté féminine dédiée à la coopération et au service des prêtres. La première maison est ouverte le 7 octobre 1938 à Genzano. 
Le 23 juin 1953, la congrégation est approuvée comme institut de droit diocésain par le cardinal Giuseppe Pizzardo et reçoit le décret de louange le 29 juin 1959.

## Activités et diffusion
Les sœurs travaillent aux côtés des curés pour le renouvellement et l'animation des communautés qui leur sont confiées.
Elles sont présentes en:
- Europe : Italie, Albanie.
- Amérique : Argentine, Bolivie, Brésil, Chili, Cuba, Colombie, Mexique, Pérou, Uruguay, Venezuela.
- Afrique : Gabon, Mozambique.
- Asie : Corée du Sud, Philippines.
- Océanie : Australie, Saipan, Taïwan.

La maison-mère est à Rome.
En 2017, la congrégation comptait 534 sœurs dans 115 maisons.

### Article lié
- Famille paulinienne